# Mike Tebulo
Mike Tebulo född 5 juni 1985 är en långdistanslöpare från Malawi. Han deltog vid Olympiska sommarspelen 2012, där han tävlade i maraton och slutade på 44:e plats. Han var även flaggbärare för sitt land vid invigningen.